# 킬잇
《킬잇》(Kill It)은 2019년 3월 23일부터 2019년 4월 28일까지 OCN에서 방영된 토일드라마이다.

## 줄거리
동물을 살리는 수의사 킬러와 사람을 살리는 형사의 킬러액션 드라마.

## 등장 인물

### 주요 인물
- 장기용 : 김수현 역 (아역 : 문우진) - 업계 최고의 킬러, 수의사로 위장중
- 나나 : 도현진 역 (아역 : 최명빈) - 경찰대 수석 졸업, 형사. 의문의 연쇄살인사건을 파헤침.

### 김수현의 주변 인물
- 노정의 : 강슬기 역 (아역 : 주예림) - 거대한 유산을 상속 받은 고등학생 건물주. 수현과 현진이 살고 있는 집 주인
- 이재원 : 필립 역 - 수현의 청부살인 브로커이자 친구
- 로빈 데이아나 : 카리모프 2세 역 - 레드 마피아. 카리모프의 아들

### 도현진의 주변 인물
- 정해균 : 도재환 역 - 세한 FT그룹 회장. 현진의 아버지. 권력과 재력에 대한 야망이 큼

### 그 외 인물
- 조한철 : 고현우 역 - 과거 새한 FT 바이오 연구실 박사
- 김현목 : 이의순 역 - 수현의 후배 형사
- 지일주 : 윤재현 역 - 연쇄살인 사건의 단서를 쥐고 있는 검사
- 옥고운 : 윤지혜 역 - 세한 FT그룹 비서
- 전진기 : 주영훈 역 - 세한미래병원 원장
- 손광업 : 서원석 역 - 과거 한솔 보육원의 원장으로 현 국회의원
- 정재은 : 정소연 역
- 박근수
- 곽자형
- 안세호 : 국과수 직원 역 - 현진의 선배. 부검의
- 이동규 : 박태수 역 - 과거 한솔 보육원의 생활지도 선생
- 김선빈
- 주아연
- 이육현 : 유대현 역 - 고현우의 선배. 고현우 화재사건의 목격자
- 박성희
- 이경오
- 서광재
- 김영
- 조하석
- 이동용
- 김정원
- 진용욱
- 유지수
- 최명진
- 손영순 : 거리 야채상 할머니 역
- 박소영 : 민정 역
- 조정원 : 기자 역
- 이명식 : 한정호 역
- 변준우 : 보좌관 역
- 박정은
- 백강
- 고도연
- 길정우
- 김준혁
- 엄채영 : 105번 역
- 박세훈 : 퀵서비스 배달남 역
- 장태민
- 박보은 : 병원 직원 역
- 정세연 : 여직원 역

### 특별출연
- 데이비드 맥기니스 : 파벨 역 - 킬러, 수현의 은인. 치매환자
- 김주헌

## 촬영지
- 게스하우스 리븐델
- 베어트리 파크

## 시청률
최저 시청률과 최고 시청률은 시청률 조사회사와 지역별로 시청률에 차이가 있을 수 있습니다.
| 2019년      | 2019년      | 2019년         | 2019년       | 2019년 |
| 회차        | 방송일      | AGB 시청률     | AGB 시청률   |        |
| 회차        | 방송일      | 대한민국(전국) | 서울(수도권) |        |
| ----------- | ----------- | -------------- | ------------ | ------ |
| 제1회       | 3월 23일    | 1.114%         |              |        |
| 제2회       | 3월 24일    | 2.321%         | 2.819%       |        |
| 제3회       | 3월 30일    | 1.311%         | 1.460%       |        |
| 제4회       | 3월 31일    | 2.757%         | 3.420%       |        |
| 제5회       | 4월 6일     | 1.085%         |              |        |
| 제6회       | 4월 7일     | 2.216%         | 2.535%       |        |
| 제7회       | 4월 13일    | 0.926%         |              |        |
| 제8회       | 4월 14일    | 1.772%         | 2.338%       |        |
| 제9회       | 4월 20일    | 1.021%         |              |        |
| 제10회      | 4월 21일    | 2.298%         | 2.860%       |        |
| 제11회      | 4월 27일    | 1.359%         |              |        |
| 제12회      | 4월 28일    | 2.546%         | 2.896%       |        |
| 평균 시청률 | 평균 시청률 | 1.727%         |              |        |